# 한국인삼경작자협의회
한국인삼경작자협의회는 인삼경작자의 공동이익증진과 회원상호간의 교류를 통해 재배기술을 향상시켜 고품질 인삼 생산을 촉진 목적으로 2003년 10월 28일 설립된 사단법인이다. 사무실은 경기도 이천시 중리동 457-1에 있다.

## 주요 사업
- 자율적인 양질 원료삼 생산을 위한 정보기술 교환
- 생산성 및 품질향상을 위한 연구기술 개발
- 고려인삼의 우수한 생산 전통계승을 위한 관련사항
- 회원 지도 및 회원의 공동이익 증진에 관한 사항 등